# Osne-le-Val
Osne-le-Val település Franciaországban, Haute-Marne megyében. Lakosainak száma 256 fő (2022. január 1.). Osne-le-Val Autigny-le-Grand, Autigny-le-Petit, Chevillon, Curel, Effincourt, Montreuil-sur-Thonnance, Paroy-sur-Saulx, Thonnance-lès-Joinville és Montiers-sur-Saulx községekkel határos.

## Népesség
A település népességének változása:
| Lakosok száma | 617  | 465  | 359  | 280  | 265  | 260  | 257  | 255  | 255  | 256  |
|               | 1968 | 1982 | 1990 | 2006 | 2013 | 2015 | 2017 | 2019 | 2020 | 2022 |